# Anacostia (rivière)
Pour les articles homonymes, voir Anacostia.
L’Anacostia est une rivière de l’est des États-Unis. Sa longueur totale mesurée à partir de la confluence de ses branches nord-ouest et nord-est est de 13,5 km. Elle se jette dans le Potomac à Washington. Sa source se trouve dans le comté du Prince George dans l’État du Maryland.

## Historique
Pour les Amérindiens qui vivaient sur ses rives depuis plusieurs milliers d’années, l'Anacostia était une artère vitale pour l’économie locale. 
Au XXIe siècle, elle sépare des quartiers cossus d'autres quartiers défavorisés. Au cours du temps, elle est  devenue un déversoir des eaux usées de la ville et un dépotoir pour des industries riveraines, la rendant très polluée. Les actions menées, en particulier par l’association Anacostia Watershed Society (Société de la ligne de partage des eaux de l'Anacostia, AWS) ont conduit à un programme d'assainissement avec pour objectif  « que les baigneurs retrouvent le plaisir de nager dans l’Anacostia en 2025 ».

## Ponts
Plusieurs ponts enjambent la rivière dont :
- Frederick Douglass Memorial Bridge